# De Havilland Sea Vixen
de Havilland DH.110 Sea Vixen là một loại máy bay tiêm kích phản lực hai chỗ của Vương quốc Anh được trang bị cho Không quân Hải quân Hoàng gia, do hãng de Havilland thiết kế chế tạo. Được phát triển từ mẫu tiêm kích phản lực thế hệ đầu tiên trước đó, Sea Vixen là một máy bay tiêm kích phòng thủ hạm đội trang bị trên tàu sân bay. Ban đầu nó được hãng de Havilland sản xuất, sau này khi de Havilland sáp nhập vào Hawker Siddeley thì nó có tên gọi là Hawker Siddeley Sea Vixen.

## Phát triển
Máy bay này có tên gọi ban đầu là DH.110; nó là loại tiêm kích mọi thời tiết hai động cơ, được phát triển bắt đầu vào năm 1946 sau các cuộc thảo luận với Hải quân về yêu cầu của họ đối với loại tiêm kích phản lực hoạt động trong mọi điều kiện thời tiết. Thiết kế của De Havilland có cùng kiểu xà đuôi kép với de Havilland Vampire, có cấu trúc kim loại và cánh xuôi sau. Nó được trang bị 2 động cơ Rolls-Royce Avon, mỗi chiếc tạo lực đẩy 7.500 lbf (33 kN), cho phép máy bay đạt vận tốc siêu âm khi bổ nhào quãng đường ngắn. Vũ khí gồm 4 khẩu pháo ADEN 30 mm. Tháng 1/1947, chỉ tiêu kỹ thuật N.40/46 và F.44/46 được Bộ hàng không Anh ban hành về những loại tiêm kích đêm trang bị cho Không quân hải quân (FAA) và Không quân Hoàng gia (RAF), có 9 mẫu thử được RAF đặt hàng (cùng với 4 mẫu thử của loại Gloster Javelin cạnh tranh) và 4 mẫu thử khác được FAA đặt hàng. Năm 1949, Hải quân Hoàng gia lại quyết định mua de Havilland Sea Venom, nó được phát triển từ loại máy bay hiện có rẻ hơn và đáp ứng nhanh chóng cho nhu cầu trước mắt của hải quân về loại máy bay tiêm kích đêm trang bị động cơ phản lực, nhằm thay thế de Havilland Sea Hornet động cơ piston, trong khi đó RAF cắt giảm từ 9 chiếc xuống còn 2 chiếc. Mặc dù vậy, de Havilland vẫn tiếp tục với đề án.

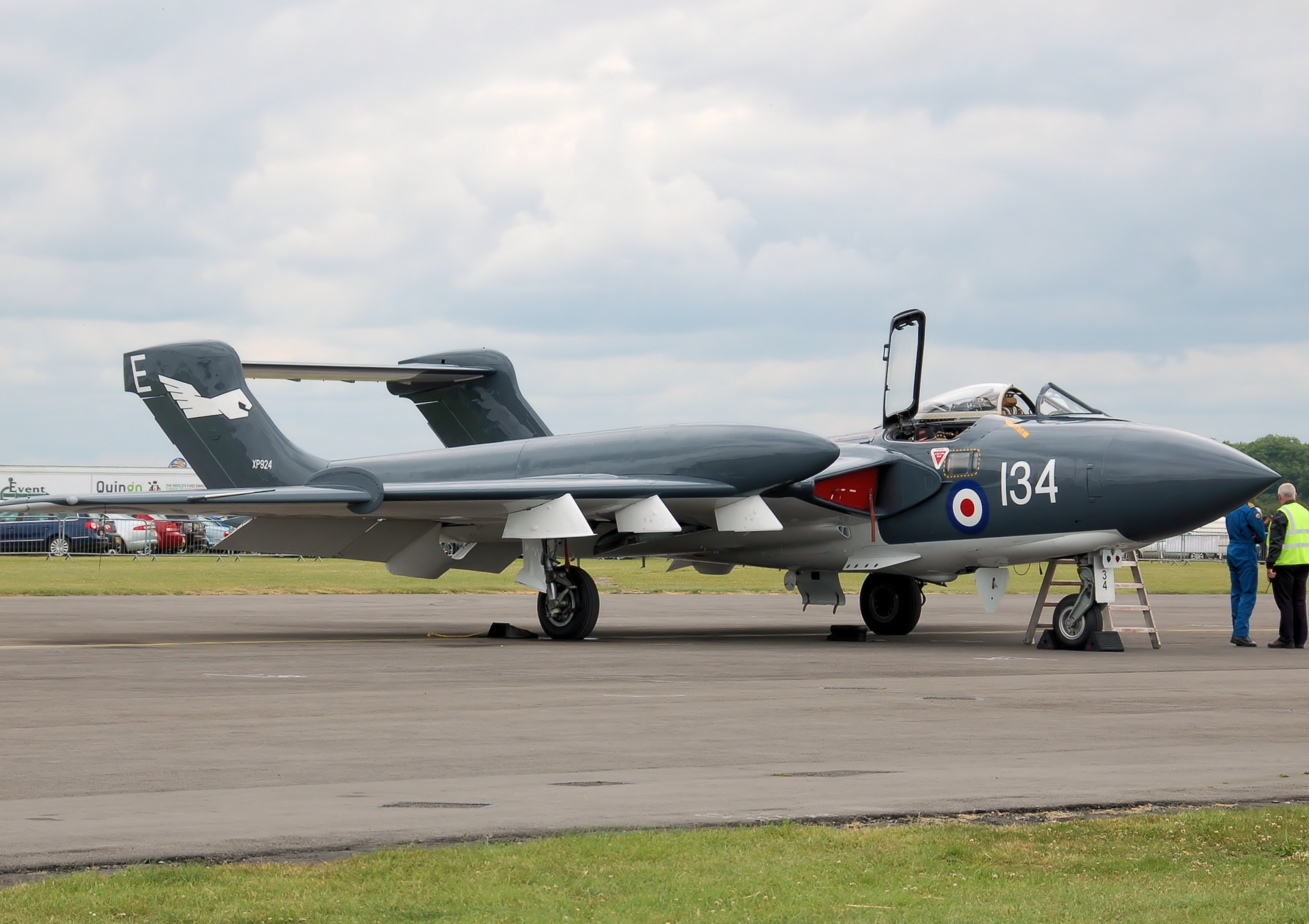
Sea Vixen XP924 ở Anh

Mẫu thử bay lần đầu ngày 26/9/1951, do John Cunningham điều khiển; hiệu năng của nó vượt quá sự mong đợi, năm 1952 trong các chuyến bay thử nghiệm nó thường bay vượt vận tốc âm thanh. Tuy nhiên, bi kịch đã xảy ra khi nó đang biểu diễn tại Triển lãm hàng không Farnborough ngày 6/9/1952. Sau khi bay vượt âm, nó đâm xuống đất và giết chết 31 người, gồm cả hai phi công điều khiển là John Derry và Tony Richards. Tai nạn xảy ra do thiết kế lỗi phần dầm chính của cánh, khiến máy bay mất điều khiển khi lộn vòng ở vận tốc lớn. Máy bay đâm xuống đất khiến một động cơ văng vào khu vực đông khán giả ở cuối đường băng, gây nên nhiều thương vong, một số người khác bị thương bởi mảnh vụn từ buồng lái. Sự việc này dẫn tới thay đổi lớn các quy định an toàn đối với triển lãm hàng không ở Anh và từ tai nạn này không có khán giả nào bị thiệt mạng do tai nạn trong triển lãm ở Anh.
Do sự cố này, mẫu thử thứ hai đã được sửa đổi ở nhiều bộ phận, trong đó có đuôi, sau khi sửa đổi xong đến tận năm 1954 nó mới tiếp tục được bay. Thời gian này, RAF đã từ bỏ mối quan tâm đối với DH.110, họ đã chọn Javelin nhưng Không quân hải quân quyết định chọn DH.110 thay thế cho Sea Venom. Sea Vixen không được trang bị súng, nó được trang bị các tên lửa không đối không de Havilland Firestreak ngoài hệ thống vũ khí tích hợp. Năm 1955, một mẫu thử biến thể bán hải quân được chế tạo, thay đổi trong cấu tạo cánh cũng như gia cố cánh, nó bay lần đầu năm 1955. Năm 1956, nó thực hiện chuyến bay có hạ cánh trên tàu sân bay đầu tiên, nó hạ cánh xuống tàu HMS Ark Royal. Phiên bản Sea Vixen thực sự đầu tiên là Sea Vixen FAW.20 (tiêm kích mọi thời tiết, sau này định danh là FAW.1) bay lần đầu ngày 20/3/1957; ngày 2/7/1959, chiếc Sea Vixen đầu tiên được trang bị cho không quân hải quân Anh.

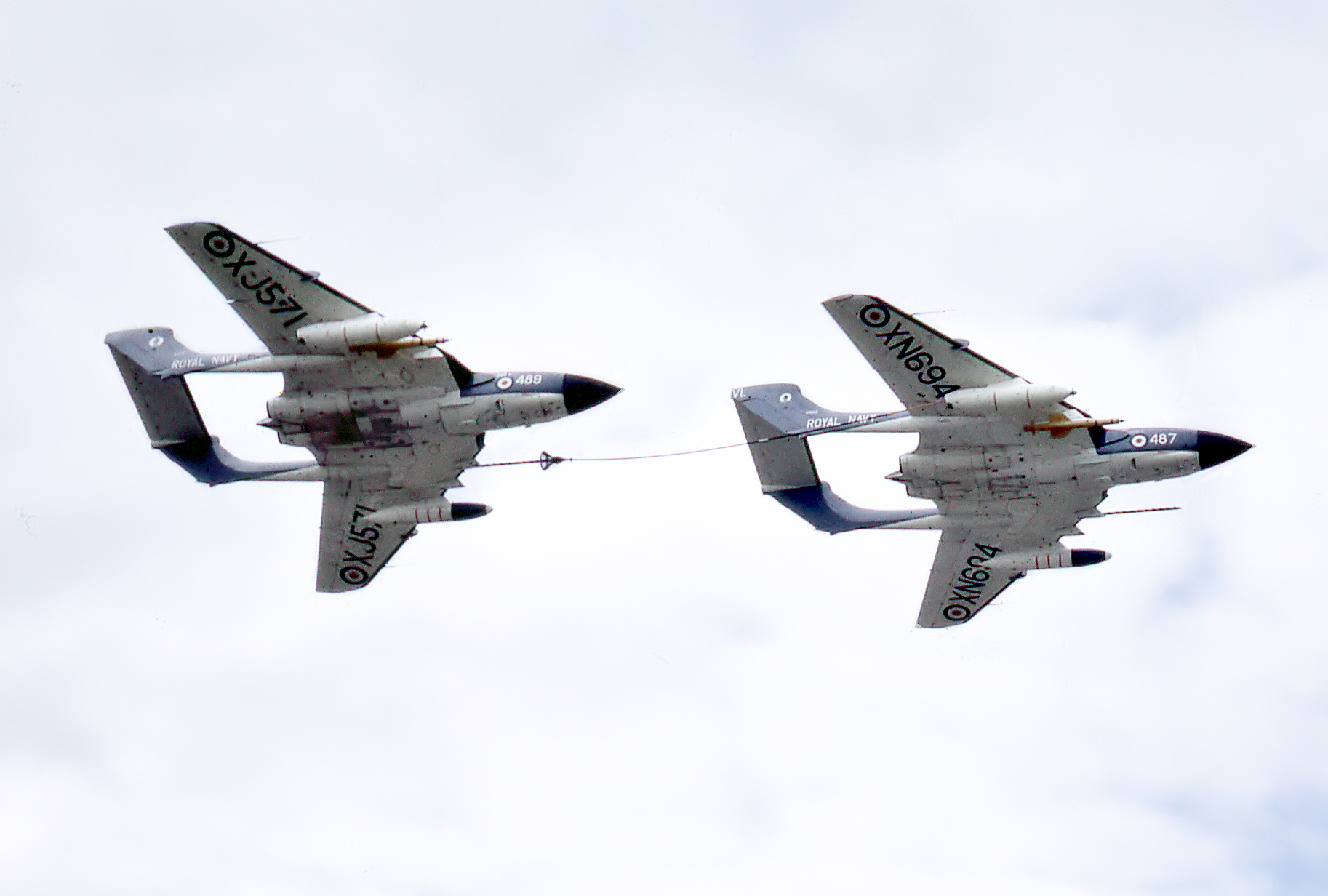
2 chiếc Sea Vixen FAW.1 (XJ571 & XN694) thuộc Phi đoàn 899, tiếp nhiên liệu cho nhau trong Triển lãm hàng không Farnborough

## Thiết kế
Sea Vixen có xà đuôi kép, giống như de Havilland Sea Vampire và Sea Venom. Sea Vixen là máy bay đầu tiên của Anh được vũ trang chỉ với tên lửa, rocket và bom. Sea Vixen FAW.1 trang bị 4 tên lửa không đối không de Havilland Firestreak, 2 thùng rocket không điều khiển 2 inch (51 mm) và có thể mang 4 quả bom 500 lb (227 kg) hoặc 2 quả 1,000 lb (454 kg). Nó được trang bị 2 động cơ tuabin Rolls-Royce Avon có lực đẩy 11,230 lbf (50,0 kN) mỗi chiếc, có tốc độ 690 mph (1.110 km/h) và tầm bay đạt 600  dặm (1.000 km). Thiết kế DH.110 ban đầu chào hàng cho RAF có pháo, tuy nhiên pháo bị loại bỏ và đưa vào trang bị toàn bộ tên lửa. Chỗ ngồi của phi công quan sát đặt ở bên phải chìm trong thân máy bay.

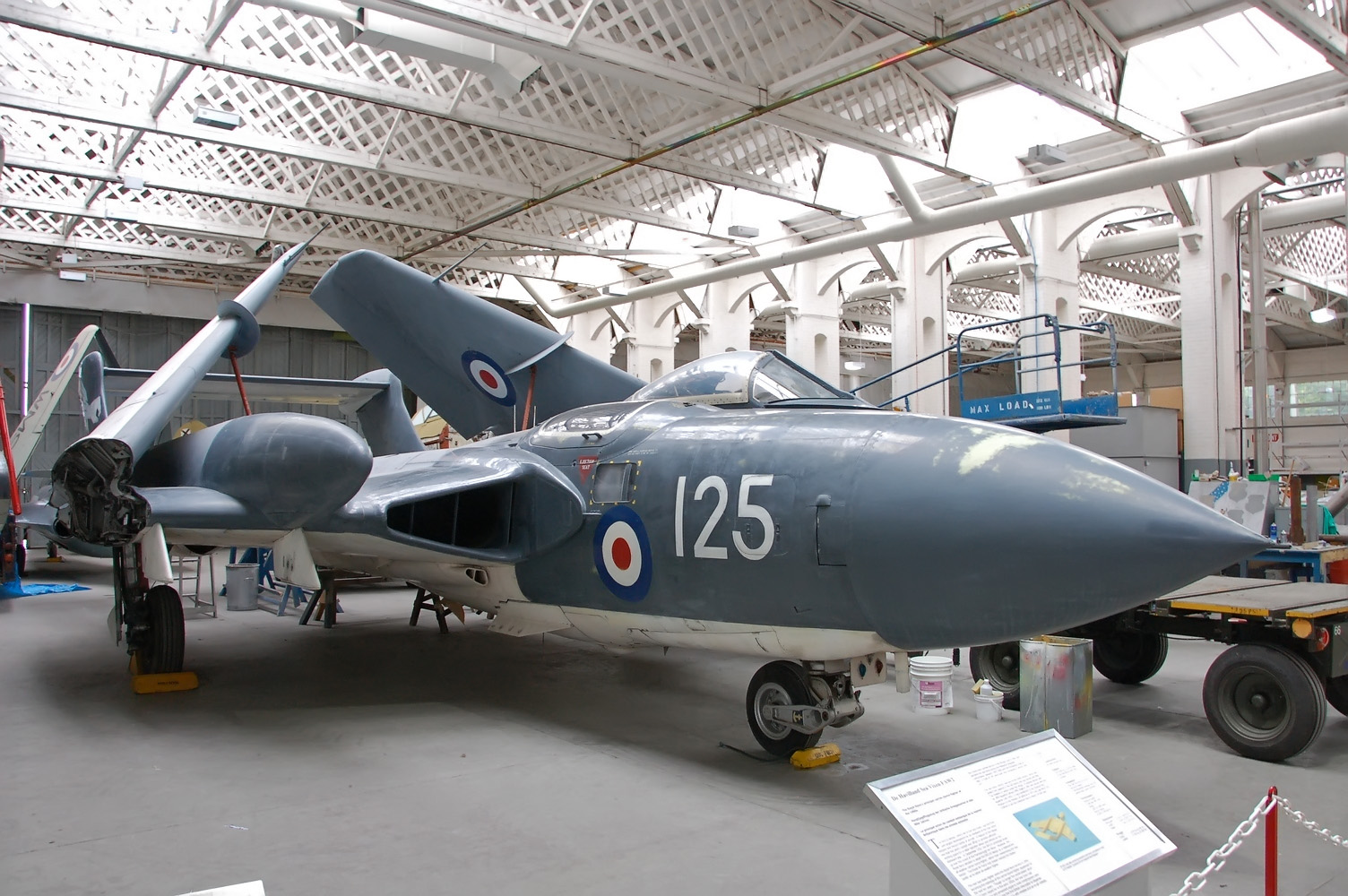
Sea Vixen FAW.2 tại Bảo tàng Chiến tranh Đế chế, Duxford

Sea Vixen FAW.2 là phiên bản kế thừa của FAW.1 với nhiều cải tiến. Ngoài tên lửa Firestreak, nó có thể mang theo tên lửa không đối không Red Top, 4 thùng rocket SNEB và tên lửa không đối đất AGM-12 Bullpup. Phần xà đuôi kép lớn hơn cho phép đặt thêm thùng nhiên liệu, nó được lắp đặt thêm các hệ thống điện tử khác. Tuy nhiên các thay đổi về mặt khí động học khiến nó không thể mang bom 1.000 lb.
FAW.2 bay lần đầu năm 1962 và đưa vào trang bị ở các phi đoàn tiền tuyến năm 1964, có 29 chiếc được chế tạo và 67 chiếc FAW.1 được nâng cấp lên chuẩn FAW.2. FAW.1 bắt đầu ngừng hoạt động năm 1966. Năm 1972, Sea Vixen FAW.2 cũng ngừng hoạt động. Theo kế hoạch thì F-4 Phantom II sẽ thay thế cho Sea Vixen, đồng thời tàu HMS Ark Royal và Eagle cũng được tân trạng lại để nhận máy bay mới. Nhưng do cắt giảm ngân sách và sau khi HMS Eagle ngừng hoạt động thì chỉ có Ark Royal được chuyển đổi để nhận máy bay mới.
Một số lượng nhỏ Sea Vixen sau đó phục vụ với vai trò làm máy bay không người lái, được định danh lại thành Sea Vixen D.3. Chỉ có 4 chiếc được chuyển đổi thành chuẩn D.3. Chiếc Sea Vixen (XP924) cuối cùng có thể bay được là một chiếc D.3. Một số chiếc Sea Vixen trở thành máy bay kéo bia bay và được định danh lại thành TT.2.

## Lịch sử hoạt động

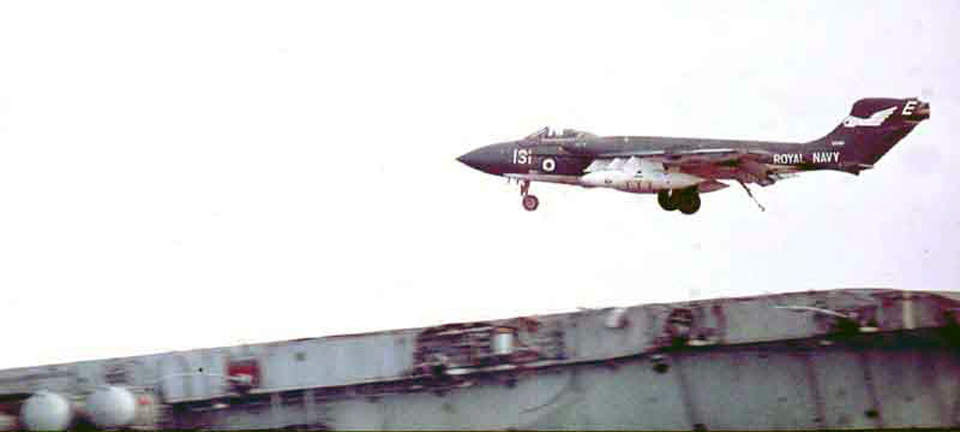
Hạ cánh trên tàu

Sea Vixen không tham gia bất kỳ cuộc chiến tranh thực sự nào trong sự nghiệp của mình với FAA, dù nó đã thực hiện rất nhiều chiến dịch. Năm 1961, Tổng thống Iraq là Abdul Karim Kassem đe dọa thôn tính Kuwait giàu tài nguyên dầu mỏ. Kuwait đã nhờ đến sự trợ giúp từ bên ngoài, Anh đã gửi một số tàu chiến đến, trong đó có 2 hạm đội tàu sân bay. Sea Vixen trên 2 tàu sân bay đã thực hiện các chuyến bay tuần tra trong khu vực, do sự hiện diện của quân đội Anh nên hành động của Kassem đã dừng lại, do đó ngăn ngừa được một cuộc chiến vùng vịnh trên đất Kuwait.
Tháng 1/1964, rắc rối bùng phát ở quốc gia Đông Phi là Tanganyika sau khi các trung đoàn súng trường Tanganyika số 1 và 2 nổi dậy chống lại các sĩ quan người Anh và NCO. Những người nổi dậy bắt giữ Cao ủy Anh và chiếm sân bay ở thủ đô Dar-es-Salaam. Anh phản ứng lại bằng cách gửi hạm đội tàu sân bay hạng nhẹ HMS Centaur tới, cùng với 45 lính commando thuộc lực lượng thủy quân lục chiến hoàng gia. Sea Vixen từ tàu Centaur đã thực hiện các nhiệm vụ như yểm trợ cho lực lượng thủy quân lục chiến đổ bộ bằng trực thăng vào Tanganyika. Chiến dịch "khôi phục ổn định Tanganyika" sau đó đã thành công, lực lượng nổi dậy đã bị tiêu diệt. Cùng năm này, Sea Vixen thuộc HMS Centaur đã tham chiến một lần nữa ở Vịnh Ba Tư, như tấn công, hỗ trợ quân Anh đàn áp lại những người dân địa phương bất mãn vì thuế ở Radfan. Sau đó vào năm 1964, phi đoàn 897 của tàu HMS Centaur đến đóng quân ngoài khơi Indonesia, đã ngăn chặn sự leo thang của cuộc đối đầu Indonesia–Malaysia của tổng thống Sukarno.
Sea Vixen còn tham gia các nhiệm vụ khác vào thập niên 1960, như chiến dịch Beira Patrol, đây là một chiến dịch của hải quân Anh để ngăn chặn dầu đến Rhodesia qua thuộc địa Mozambique của Bồ Đào Nha. Sea Vixen cũng có mặt ở Viễn Đông. Năm 1967, ở Vịnh Ba Tư, Sea Vixen đã hỗ trợ việc di tản khỏi Aden. Có một số tàu chiến của hải quân Anh tham gia như tàu sân bay HMS Albion, Bulwark và Eagle (mang Sea Vixen) và tàu đổ bộ HMS Fearless.
Sea Vixen cũng tham gia biểu diễn nhào lộn trên không, thuộc 2 đội biểu diễn của hải quân Anh: "Simon's Sircus" (sic) và "Fred's Five".
Một số chiếc Sea Vixen được gửi tới FR Aviation tại sân bay Tarrant Rushton để chuyển đổi thành máy bay không người lái D.3, một số thử nghiệm diễn ra ở RAF Llanbedr trước khi chương trình D.3 bị ngừng. Trong số đó có chiếc Sea Vixen XP924, giờ là G-CVIX, là chiếc Sea Vixen duy nhất còn bay được, nó đang sơn màu của phi đoàn 899 không quân hải quân. Hiện nó thuộc sở hữu của De Havilland Aviation.

## Quốc gia sử dụng

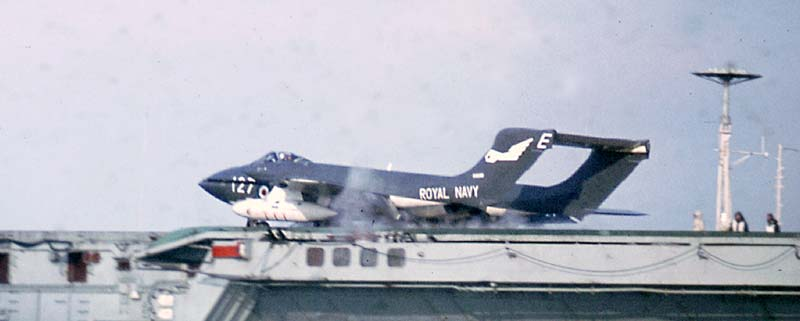
899 Sqn Sea Vixen FAW.2 thuộc phi đoàn 899 trên tàu Eagle, 1970

### Quân sự
Anh Quốc
- Không quân Hải quân Hoàng gia

### Dân sự
- De Havilland Aviation

## Những chiếc còn sót lại

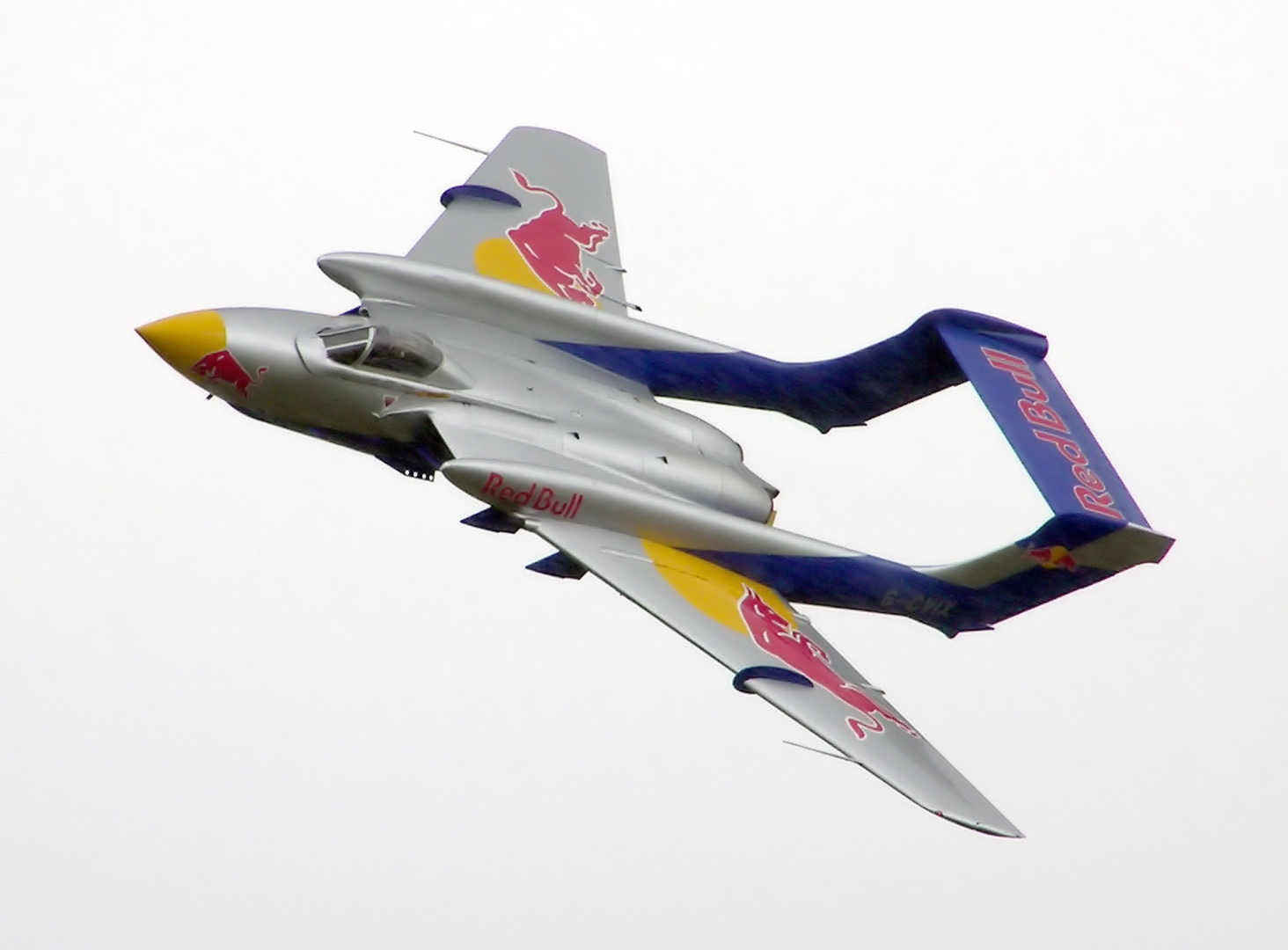
De Havilland Sea Vixen, 2004..

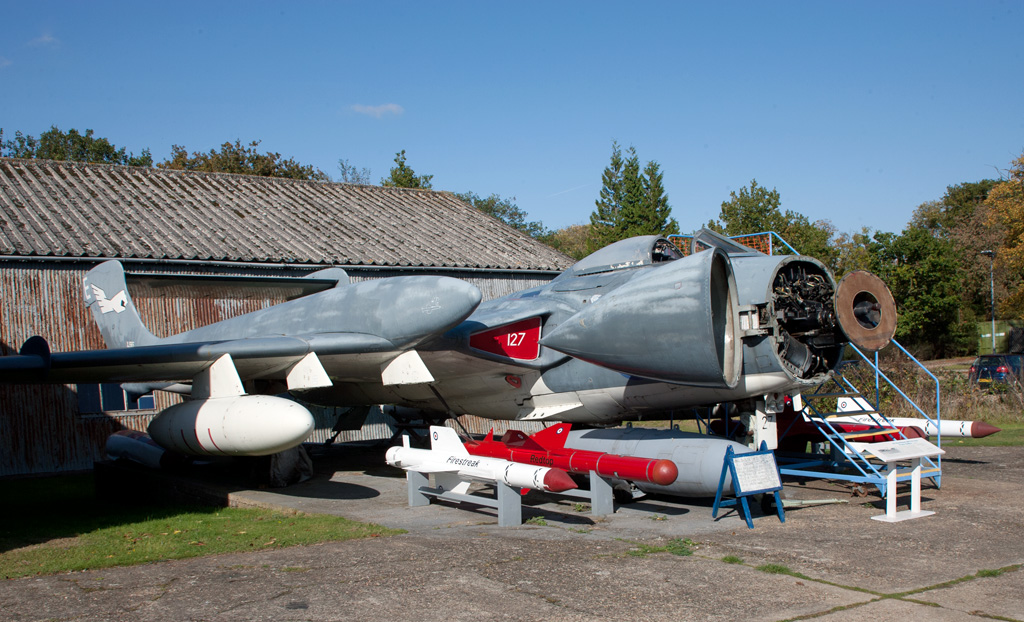
Sea Vixen trưng bày tại Trung tâm di sản máy bay Havilland. Buồng lái được mở cho người tham quan ngồi vào.

Chỉ có 1 chiếc Sea Vixen hiện vẫn bay được:
- Sea Vixen D.3 XP924 (giờ là G-CVIX), De Havilland Aviation, Sân bay Bournemouth, Dorset.

Một số chiếc khác:
- Sea Vixen FAW.1 XJ481, Bảo tàng Không quân Hải quân, RNAS Yeovilton, Somerset.
- Sea Vixen FAW.1 XJ482, Bảo tàng Hàng không Norfolk và Suffolk, Suffolk.
- Sea Vixen FAW.2 XJ490, Bảo tàng Hàng không Queensland, Caloundra, Australia.
- Sea Vixen FAW.2 XJ494, Bruntingthorpe Aerodrome, Leicestershire.
- Sea Vixen FAW.2 XJ560, Bảo tàng Hàng không Newark, Nottinghamshire.
- Sea Vixen FAW.2 XJ565, Trung tâm di sản máy bay de Havilland, Hertfordshire.
- Sea Vixen FAW.2 XJ571, Solent Sky, Hampshire.
- Sea Vixen FAW.2 XJ580, Bảo tàng Hàng không Quân sự Tangmere, West Sussex.
- Sea Vixen FAW.2 XN685, Bảo tàng Hàng không Midland, Coventry.
- Sea Vixen FAW.2 XS576, IWM Duxford, Cambridgeshire.
- Sea Vixen TT.2 XS587 (giờ là G-VIXN), Bảo tàng Hàng không Gatwick, Surrey.
- Sea Vixen FAW.2 XS590, Bảo tàng Không quân Hải quân, RNAS Yeovilton, Somerset.

Ngoài ra còn một số thuộc các bộ sưu tập cá nhân và công cộng trên khắp thế giới.

## Tính năng kỹ chiến thuật (Sea Vixen FAW.2)
Dữ liệu lấy từ The Great Book of Fighters

### Đặc điểm riêng
- Tổ lái: 2
- Chiều dài: 55 ft 7 in (16,94 m)
- Sải cánh: 51 ft 0 in (15,54 m)
- Chiều cao: 10 ft 9 in (3,28 m)
- Diện tích cánh: 648 ft² (60,2 m²)
- Trọng lượng rỗng: 27.950 lb (12.680 kg)
- Trọng lượng có tải: 41.575 lb (18.860 kg)
- Trọng lượng cất cánh tối đa: 46.750 lb (21.205 kg) [17]
- Động cơ: 2 động cơ tuanbin Rolls-Royce Avon Mk.208, lực đẩy 50 kN (11.000 lbf) mỗi chiếc

### Hiệu suất bay
- Vận tốc cực đại: Mach 0,91 (690 mph, 1.110 km/h)
- Tầm bay: 790 mi (1.270 km) với nhiên liệu bên trong
- Trần bay: 48.000 ft (15.000 m)
- Vận tốc lên cao: 9.000 ft/phút (46 m/s)
- Lực nâng của cánh: 64,2 lb/ft² (313 kg/m²)
- Lực đẩy/trọng lượng: 0,54

### Vũ khí
- 6 giá treo ngoài mang được:
  - Rocket: 4 thùng rocket Matra với 18 đạn phản lực SNEB 68 mm mỗi thùng
  - Tên lửa: 4 tên lửa không đối không Red Top hoặc Firestreak
  - Bom: 2 quả bom 500 lb (227 kg)

### Hệ thống điện tử
- Radar GEC AI.18 Air Interception

### Máy bay có cùng sự phát triển
- de Havilland Vampire
- de Havilland Venom